# Bibliothèque universitaire de Bologne
La bibliothèque universitaire de Bologne (en italien : Biblioteca Universitaria di Bologna) (BUB), est la bibliothèque universitaire de l'Université de Bologne.
Dans les années 1930, pour des raisons de commodité, son entrée est déplacée au numéro 35 de la via Zamboni, auparavant, l'accès à la bibliothèque s'effectuait par le  palazzo Poggi.

## Historique
Son fonds originaire se constitue principalement autour de deux legs. Le premier de  Luigi Ferdinando Marsili   - qui crée, en 1712, l'Institut des Sciences (Istituto delle Scienze) - et le dote de ses propres collections scientifiques, d'un peu plus d'un millier de manuscrits dont 900 orientaux. En 1742, ce premier noyau est complété par des manuscrits et des ouvrages imprimés ainsi que par des collections de planches xylographiques et des aquarelles du naturaliste bolonais Ulisse Aldrovandi.
En septembre 1755, le pape Benoît XIV  fait don à la bibliothèque de l'Institut des Sciences d'environ 25 000 volumes imprimés et de 450 manuscrits. Et pour accueillir cette  importante donation, il est  construit, dans la foulée, adossée au nord du palais Poggi, la nouvelle salle de lecture dite « Aula Magna »  (aujourd'hui uniquement dédiée à des événements culturels) réalisée par l'architecte Carlo Francesco Dotti, et caractérisée par de remarquables rayonnages en noyer massif.
Au piano nobile, outre l'Aula Magna, se trouvent le musée Marsili (ouvert au public en 1930) et l'Aula Mezzofanti où sont conservés les précieux incunables et manuscrits.
En 1756, elle est la première  bibliothèque publique de Bologne. Puis en 1803, sous domination napoléonienne, elle devient siège de la bibliothèque de l'Université, quand est transfèré via Zamboni, l'ancien siège du palazzo dell'Archiginnasio.
En 1866, le patriote Carlo Gemelli devient vice-bibliothécaire puis bibliothécaire de la bibliothèque.
En 1869, à la naissance du système bibliotècaire national, elle fait partie des bibliothèques officielles les plus importantes, et en 1885, elle est incluse dans les  « Universitaires ».

## Patrimoine bibliographique
Au fil des ans, il s'est progressivement enrichie de divers legs, et aujourd'hui, il comprend 726 523 volumes imprimés, 1 021 incunables, 14 953 cinquecentine, 7 698 manuscrits et 310 547 opuscules  - et possède aussi un grand nombre d'estampes, de dessins, de photographies et de  microfilms - pour un total de 1 348 688 documents, ce qui le place au premier rang des bibliothèques publiques de la ville de Bologne.

### Galerie d'images
La bibliothèque abrite une partie de la galerie d'images du Palazzo Poggi, aujourd'hui divisée entre le Musée Palazzo Poggi et le Rectorat de l'Université. La naissance de la collection est attribuable au cardinal Filippo Maria Monti qui a fait don de sa collection de 403 portraits à l' Institut des sciences en 1754. Au cours du XVIIIe siècle jusqu'au milieu du XIXe siècle, de nombreux portraits de personnalités importantes dans le domaine de la science et de la littérature ont été ajoutés à ce premier groupe de peintures représentant principalement des écrivains et des auteurs de la bibliothèque Monti (qui a également fusionné avec celle de l'institut) jusqu'aux plus illustres savants et professeurs bolognais de l'Institut et personnalités éminentes de la vie urbaines.
Bien que la collection soit inégale, c'est une importante galerie iconographique documentaire, tout à fait dans la lignée de la tradition picturale bolognaise et loin du portrait baroque et aristocratique,.